# فهرست درگیری‌های مسلحانه جاری

نقشه درگیری‌های مسلحانه جاری (تعداد افراد کشته‌شده در درگیری‌ها تا سال گذشته):
----

این صفحه فهرستی از درگیری‌های مسلحانه جاری در سراسر جهان را نشان می‌دهد.

## جنگ‌های بزرگ (بیش از ۱۰ هزار کشته تا سال گذشته)
۶ درگیری در فهرست زیر، منجر به حداقل ۱۰ هزار مرگ مستقیم و خشونت‌آمیز سالانه در نبردهای بین گروه‌های شناسایی شده، در یک سال میلادی جاری یا گذشته شده است.
| تاریخ شروع | درگیری | قاره   | مکان | کل تلفات         | تلفات ۲۰۲۳     | تلفات ۲۰۲۴     |
| ---------- | --- | ------ | --- | ---------------- | -------------- | -------------- |
| ۱۹۴۸       | - درگیری میانمار - درگیری روهینگیا - درگیری در ایالت راخین - درگیری کارن - درگیری کاچین - جنگ داخلی میانمار | آسیا   | میانمار | ۱۸۰٬۰۰۰+         | ۱۵٬۷۷۳         | ۲٬۴۶۵          |
| ۱۹۴۸       | - درگیری اسرائیل و اعراب - درگیری فلسطین و اسرائیل - درگیری اسرائیل و غزه - شورش جهادگرایان سلفی در نوار غزه - درگیری حماس و نیروهای مردمی - جنگ غزه - حمله اسرائیل به نوار غزه - حمله اسرائیل به کرانه باختری در طول جنگ غزه - درگیری اسرائیل و لبنان - درگیری حزب‌الله و اسرائیل - درگیری اسرائیل و حزب‌الله (۲۰۲۳–اکنون) - گسترش جنگ غزه به سوریه - حمله اسرائیل به سوریه (۲۰۲۴–اکنون) - جنگ نیابتی ایران و اسرائیل - بحران خاورمیانه (۲۰۲۳–اکنون) | آسیا   | اسرائیل · فلسطین · لبنان · سوریه · عراق ایران · یمن                                                                         | ۲۲۹٬۰۰۰–۲۴۰٬۰۰۰+ | ۲۴٬۵۵۰–۳۲٬۵۱۹  | ۱۴٬۸۵۱–۱۷٬۵۵۹+ |
| ۲۰۰۲       | - شورش در مغرب - شورش در ساحل - شورش بوکو حرام - جنگ مالی - درگیری ازواد - شورش در نیجر - شورش در بورکینافاسو - شورش در چاد - جنگ داعش ساحل و جماعت نصر الاسلام و المسلمین | آفریقا | بورکینافاسو · مالی · نیجر · بنین · توگو · الجزایر · تونس · چاد · ساحل عاج · موریتانی · غنا · نیجریه · کامرون · مراکش · لیبی | ۷۰٬۰۰۰+          | ۱۴٬۷۲۸         | ۲٬۱۸۵          |
| ۲۰۰۸       | - درگیری‌های سودان - درگیری‌های عشایری سودان - خشونت قومی در سودان جنوبی - درگیری مرز ابیی - جنگ داخلی سودان | آفریقا | سودان · سودان جنوبی | ۱۳٬۲۲۵–۱۵٬۰۰۰+   | ۱۳٬۲۲۵         | ۱٬۶۴۸          |
| ۲۰۱۴       | - جنگ روسیه و اوکراین - حمله روسیه به اوکراین | اروپا  | روسیه · اوکراین | ۱۸۰٬۰۰۰–۲۲۰٬۰۰۰+ | ۳۰٬۹۱۵–۹۵٬۰۸۸+ | ۳٬۷۲۹          |
| ۲۰۱۸       | - درگیری داخلی اتیوپی - درگیری اورومو - شورش ارتش آزادی‌بخش اورومو - درگیری گامبلا - جنگ امهارا | آفریقا | اتیوپی | ۱۸۰٬۸۰۰–۶۰۰٬۰۰۰+ | ۳٬۸۳۰          | ۹۰۴            |

## جنگ‌های کوچک (از ۱۰۰۰ تا ۱۰ هزار کشته تا سال گذشته)
۱۰ درگیری در فهرست زیر باعث حداقل ۱۰۰۰ و کمتر از ۱۰ هزار مرگ مستقیم و خشونت‌آمیز در یک سال تقویمی جاری یا گذشته شده است. درگیری‌هایی که باعث مرگ حداقل ۱۰۰۰ نفر در یک سال تقویمی شود، توسط برنامه داده‌های درگیری اوپسالا، جنگ در نظر گرفته می‌شود.
| تاریخ شروع | جنگ | قاره          | مکان                                               | کل تلفات             | تلفات ۲۰۲۳ | تلفات ۲۰۲۴ |
| ---------- | --- | ------------- | -------------------------------------------------- | -------------------- | ---------- | ---------- |
| ۱۹۶۴       | - درگیری کلمبیا - عملیات در کاتاتومبو | آمریکای جنوبی | کلمبیا · ونزوئلا                                   | ۴۵۵٬۵۰۰+             | ۲٬۵۵۸      | ۳۹۲        |
| ۱۹۷۸       | - درگیری افغانستان - درگیری مرزی افغانستان و پاکستان - شورش اسلام‌گرایان در پاکستان - شورش اسلام‌گرایان در خیبر پختونخوا - شورش اسلام‌گرایان در بلوچستان - درگیری‌های افغانستان و پاکستان (۲۰۲۴–اکنون) - درگیری داعش و طالبان - شورش جمهوری‌خواهان در افغانستان                                      | آسیا          | افغانستان · پاکستان                                | ۱٬۴۵۴٬۰۰۰–۲٬۵۸۴٬۴۶۸+ | ۱٬۰۴۱      | ۱۲۷        |
| ۱۹۹۱       | - جنگ داخلی سومالی - مرحله فعلی - شورش داعش در پانتلند - درگیری لاسعانود - گسترش به کنیا | آفریقا        | سومالی · کنیا · سومالی‌لند                          | ۳۵۹٬۳۰۰–۱٬۰۰۰٬۰۰۰+   | ۹٬۳۴۳      | ۹۴۶        |
| ۱۹۹۸       | - درگیری‌های داخلی نیجریه - خشونت مذهبی - شورش بوکو حرام - درگیری‌های دامدار و کشاورز - درگیری راهزنان نیجریه - درگیری در دلتای نیجر - درگیری باکاسی - درگیری ۲۰۱۶ دلتای نیجر - شورش در جنوب شرقی نیجریه                                                                                          | آفریقا        | نیجریه                                             | ۹۸٬۳۰۰+              | ۳٬۳۰۰      | ۴۰۰        |
| ۲۰۰۴       | - درگیری‌های کنگو - شورش کاتانگا - شورش ارتش مقاومت خدا - شورش نیروهای دموکراتیک متفقین - درگیری کیوو - درگیری ایتوری - حمله ام۲۳ - حملات جمهوری دموکراتیک کنگو - درگیری‌های غرب جمهوری دموکراتیک کنگو                                                                                            | آفریقا        | جمهوری دموکراتیک کنگو · رواندا · بوروندی · اوگاندا | ۲۷٬۲۰۰+              | ۲٬۲۷۳      | ۴۳۴        |
| ۲۰۰۶       | - جنگ مواد مخدر مکزیک - درگیری داخلی کارتل خلیج - درگیری داخلی لس‌زتاس - درگیری داخلی کارتل سینالوآ | آمریکای شمالی | مکزیک                                              | ۳۵۷٬۰۰۰–۴۰۰٬۰۰۰      | ۷٬۱۶۸      | ۱٬۲۱۹      |
| ۲۰۱۱       | - جنگ داخلی سوریه - گسترش‌های برون‌مرزی - درگیری مرزی اسرائیل و سوریه - حمله اسرائیل به سوریه - درگیری‌های حزب‌الله و سوریه - مداخله ترکیه - درگیری ترکیه و کردستان سوریه - درگیری اسلام‌گرایان و کردستان سوریه - شورش شرق سوریه - شورش قبایل عرب در شرق سوریه - درگیری ترکیه و داعش - مداخله آمریکا | آسیا          | سوریه · اسرائیل                                    | ۵۸۶٬۲۰۰–۶۱۳٬۴۰۷+     | ۶٬۲۱۱      | ۱٬۰۶۲+     |
| ۲۰۱۴       | - جنگ داخلی یمن - شورش القاعده - مداخله عربستان سعودی - درگیری حوثی‌ها و عربستان سعودی - بحران دریای سرخ - عملیات نگهبان رفاه | آسیا          | یمن · عربستان سعودی · اسرائیل · امارات متحده عربی  | ۳۸۰٬۳۰۰              | ۳٬۳۸۱      | ۴۲۷+       |
| ۲۰۱۷       | جنگ داخلی کامرون | آفریقا        | کامرون · نیجریه                                    | ۷٬۰۰۰+               | ۳۳۸–۱٬۰۴۲  | ۱۲۵        |
| ۲۰۲۰       | - بحران هائیتی - جنگ باندها در هائیتی | آمریکای شمالی | هائیتی                                             | ۳٬۷۰۰+               | ۲٬۰۱۴      | ۲۸۴        |

## درگیری‌های جزئی (از ۱۰۰ تا ۱۰۰۰ کشته تا سال گذشته)
۱۶ درگیری در فهرست زیر باعث حداقل ۱۰۰ و کمتر از ۱۰۰۰ مرگ مستقیم و خشونت‌آمیز در یک سال تقویمی جاری یا گذشته شده است.
| تاریخ شروع | جنگ | قاره          | مکان                          | کل تلفات           | تلفات ۲۰۲۳ | تلفات ۲۰۲۴ |
| ---------- | --- | ------------- | ----------------------------- | ------------------ | ---------- | ---------- |
| ۱۹۱۸       | شورش‌های جدایی‌خواهانه کردها - درگیری ایران و کردها - درگیری ایران و پژاک - درگیری‌های غرب ایران (۲۰۱۶–اکنون) - درگیری ترکیه و کردها - شورش حزب کارگران کردستان - درگیری ترکیه و کردها (۲۰۱۵–اکنون) | آسیا          | ترکیه · عراق · سوریه          | ۱۲۰٬۱۰۰+           | ۱۳۶        | ۶          |
| ۱۹۴۳       | درگیری سیاسی جامائیکا | آمریکای شمالی | جامائیکا                      | ۱٬۴۰۰+             | ۳۹۷        | ۶۶         |
| ۱۹۴۷       | جنگ‌ها و درگیری‌های هند و پاکستان - درگیری کشمیر - شورش در جامو و کشمیر | آسیا          | هند · پاکستان                 | ۲۰۰٬۷۰۰–۲٬۰۰۰٬۰۰۰  | ۷۰۶        | ۱۴۵+       |
| ۱۹۴۸       | شورش در بلوچستان - شورش سیستان و بلوچستان | آسیا          | پاکستان · ایران               | ۲۱٬۴۰۰+            | ۶۰۰        | ۲۰۵+       |
| ۱۹۵۴       | شورش‌ها در هند - شورش در شمال شرقی هند - شورش در آروناچال پرادش - شورش در ناگالند - شورش در مانیپور - شورش در آسام - شورش در مگالایا - شورش ناکسالیت-مائوئیست - شورش در جامو و کشمیر              | آسیا          | هند · بوتان (کشور)            | ۴۰٬۵۰۰             | ۵۴۰        | ۵۰+        |
| ۱۹۶۲       | درگیری پاپوآ | آسیا          | اندونزی                       | ۱۰۰٬۱۰۰–۵۰۰٬۰۰۰    | ۱۷۹        | ۲۶+        |
| ۱۹۶۹       | درگیری داخلی فیلیپین - شورش ارتش خلق جدید - شورش داعش - جنگ مواد مخدر فیلیپین | آسیا          | فیلیپین                       | ۱۶۵٬۵۰۰–۲۱۳٬۰۰۰    | ۵۸۰        | ۱۱۰+       |
| ۱۹۷۵       | جنگ کابیندا | آفریقا        | آنگولا                        | ۳۰٬۰۰۰             | ۶۶         | ۱۶         |
| ۱۹۸۸       | خشونت قومی در پاپوآ گینه نو | اقیانوسیه     | پاپوآ گینه نو                 | ۱۵٬۰۰۰–۲۰٬۰۰۰      | ۳۳۷        | ۸۵         |
| ۱۹۹۹       | درگیری داخلی بنگلادش - درگیری در تپه چیتاگونگ | آسیا          | بنگلادش                       | ۱٬۸۰۰+             | ۳۲۸        | ۶۹+        |
| ۲۰۰۳       | درگیری عراق - شورش داعش در عراق | آسیا          | عراق                          | ۳۳۳٬۳۰۰–۱٬۲۱۵٬۰۰۰+ | ۱٬۳۳۸      | ۲۰۶        |
| ۲۰۱۱       | بحران لیبی | آفریقا        | لیبی                          | ۳۰٬۰۰۰–۴۳٬۰۰۰      | ۸۹         | ۲۱         |
| ۲۰۱۲       | جنگ داخلی جمهوری آفریقای مرکزی | آفریقا        | جمهوری آفریقای مرکزی · کامرون | ۱۴٬۵۰۰+            | ۵۴۶        | ۲۰۶        |
| ۲۰۱۷       | شورش در کابو دلگادو | آفریقا        | موزامبیک · تانزانیا           | ۶٬۳۰۰+             | ۳۲۱        | ۱۴۹        |
| ۲۰۱۷       | شورش داعش در قفقاز شمالی | اروپا         | روسیه                         | ۱۶۰٬۰۰۰+           | ۱۰         | ۰          |
| ۲۰۲۲       | سرکوب باند هندوراس | آمریکای شمالی | هندوراس                       | ۱۴٬۰۰۰+–۷۰۰        | ۱۰۰–۶۴۷    | ۱۱۳        |

## درگیری‌های پراکنده (کمتر از ۱۰۰ کشته تا سال گذشته)
۱۰ درگیری در فهرست زیر باعث کمتر از ۱۰۰ مرگ مستقیم و خشونت‌آمیز در یک سال تقویمی جاری یا گذشته شده است.
| تاریخ شروع | جنگ                                                             | قاره          | مکان                               | کل تلفات       | تلفات ۲۰۲۳ | تلفات ۲۰۲۴ |
| ---------- | --------------------------------------------------------------- | ------------- | ---------------------------------- | -------------- | ---------- | ---------- |
| ۱۹۴۸       | درگیری کره                                                      | آسیا          | کره شمالی · کره جنوبی              | ۳٬۰۰۰٬۰۰۰      | ۱۲         | ۰          |
| ۱۹۷۰       | درگیری صحرای غربی - درگیری‌های صحرای غربی (۲۰۲۰–اکنون)           | آفریقا        | مراکش · جمهوری دموکراتیک عربی صحرا | ۱۴٬۰۰۰–۲۱٬۰۰۰+ | ۳۸         | ۱۵         |
| ۱۹۸۰       | درگیری پرو                                                      | آمریکای جنوبی | پرو                                | ۷۰٬۰۰۰         | ۷۵         | ۷          |
| ۱۹۸۱       | شورش اسلام‌گرایان در مصر - شورش اسلام‌گرایان در مصر (۲۰۱۳–اکنون)  | آفریقا        | مصر                                | ۶٬۰۰۰–۷٬۳۵۳+   | ۲۱         | ۲          |
| ۱۹۸۲       | درگیری کازامانس                                                 | آفریقا        | سنگال                              | ۵٬۰۰۰+         | ۴۸         | ۱۲         |
| ۱۹۸۸       | درگیری قره‌باغ کوهستانی - بحران مرزی ارمنستان و جمهوری آذربایجان | آسیا          | ارمنستان · جمهوری آذربایجان        | ۳۹٬۸۰۰–۴۹٬۰۰۰+ | ۵۹۴        | ۴          |
| ۲۰۰۴       | شورش جنوب تایلند                                                | آسیا          | تایلند                             | ۷٬۲۹۴          | ۵۷         | ۹          |
| ۲۰۰۵       | شورش در پاراگوئه                                                | آمریکای جنوبی | پاراگوئه                           | ۱۴۵+           | ۱۰         | ۰          |
| ۲۰۱۸       | جنگ مواد مخدر اکوادور - بحران امنیتی اکوادور                    | آمریکای شمالی | اکوادور                            | ۱۴٬۲۱۸+        | ۶۰         | ۱۹         |
| ۲۰۲۲       | سرکوب باند سالوادور                                             | آمریکای شمالی | السالوادور                         | ۱۵۲+           | ۵۶         | ۳          |

## مرگ‌ها بر پایهٔ کشور
| رتبه | ۲۰۱۹                  | ۲۰۱۹   | ۲۰۲۰                              | ۲۰۲۰   | ۲۰۲۱                  | ۲۰۲۱   | ۲۰۲۲                  | ۲۰۲۲     |
| رتبه | کشور                  | کشته‌ها | کشور                              | کشته‌ها | کشور                  | کشته‌ها | کشور                  | کشته‌ها   |
| ---- | --------------------- | ------ | --------------------------------- | ------ | --------------------- | ------ | --------------------- | -------- |
| 1    | افغانستان             | ۴۱٬۷۳۵ | مکزیک                             | 34,512 | / افغانستان           | ۴۲٬۲۲۳ | اتیوپی                | ۱۰۹٬۶۰۰+ |
| 2    | مکزیک                 | ۳۵٬۵۸۸ | افغانستان                         | ۳۰٬۹۷۴ | یمن                   | ۳۱٬۰۴۸ | اوکراین               | ۱۰۰٬۰۰۰+ |
| 3    | یمن                   | ۱۶٬۰۵۰ | یمن                               | ۱۹٬۵۶۱ | اتیوپی                | ۲۲٬۸۰۰ | میانمار               | ۲۰٬۲۰۶   |
| 4    | سوریه                 | ۱۱٬۲۴۴ | سوریه                             | ۷٬۶۲۰  | مکزیک                 | ۱۸٬۸۱۱ | مکزیک                 | ۱۴٬۲۵۴   |
| 5    | عربستان سعودی         | ۴٬۸۳۲  | نیجریه                            | ۷٬۱۷۲  | میانمار               | ۱۱٬۱۱۴ | یمن                   | ۷٬۱۳۳    |
| 6    | سومالی                | ۲٬۶۰۴  | جمهوری دموکراتیک کنگو             | ۶٬۱۶۲  | نیجریه                | ۹٬۶۸۷  | سومالی                | ۶٬۴۸۴    |
| 7    | لیبی                  | ۲٬۲۰۰+ | جمهوری آذربایجان/ · جمهوری آرتساخ | ۶٬۱۱۰  | جمهوری دموکراتیک کنگو | ۶٬۲۸۳  | جمهوری دموکراتیک کنگو | ۶٬۲۵۴    |
| 8    | عراق                  | ۱٬۸۵۰+ | سومالی                            | ۲٬۹۵۰  | سوریه                 | ۵٬۸۲۸  | سوریه                 | ۵٬۶۳۹    |
| 9    | مالی                  | ۷۳۴+   | مالی                              | ۲٬۷۳۴  | سومالی                | ۳٬۵۳۲  | مالی                  | ۴٬۷۹۳    |
| 10   | مصر                   | ۵۲۹+   | عراق                              | ۲٬۴۳۶  | عراق                  | ۲٬۶۰۵  | بورکینافاسو           | ۴٬۷۰۰    |
| 11   | سودان جنوبی           | ۵۱۹    | بورکینافاسو                       | ۲٬۲۶۸  | بورکینافاسو           | ۲٬۳۵۸  | عراق                  | ۴٬۱۸۱    |
| 12   | هند                   | ~۴۰۳   | سودان جنوبی                       | ۲٬۲۴۵  | سودان جنوبی           | ۱٬۹۸۶  | افغانستان             | ۳٬۹۳۰    |
| 13   | جمهوری دموکراتیک کنگو | ۳۰۲+   | اتیوپی                            | ۱٬۸۱۳  | مالی                  | ۱٬۹۱۱  | نیجریه                | ۳٬۷۸۰    |
| 14   | کلمبیا                | ۲۳۸    | موزامبیک                          | ۱٬۶۹۶  | جمهوری آفریقای مرکزی  | ۱٬۷۰۴  | نیجر                  | ۳٬۰۰۰    |
| 15   | کامرون                | ۲۳۴    | لیبی                              | ۱٬۴۸۴  | سودان                 | ۱٬۵۸۴  | کلمبیا                | ۲٬۲۷۶    |
| 16   | پاکستان               | ۲۰۶    | کامرون                            | ۱٬۴۴۷  | نیجر                  | ۱٬۴۵۴  | سودان جنوبی           | ۱٬۷۳۱    |
| 17   | تایلند                | ۱۶۳    | فیلیپین                           | ۱٬۳۱۶  | کلمبیا                | ۱٬۳۹۹  | سودان                 | ۱٬۳۲۷    |
| 18   | نیجریه                | ۱۵۲    | هند                               | ۷۸۳    | موزامبیک              | ۱٬۱۹۴  | کامرون                | ۹۴۳      |
| 19   | اوکراین               | ۱۱۹    | کلمبیا                            | ۷۶۵    | کامرون                | ۷۹۰    | موزامبیک              | ۹۱۶      |
| 20   | فلسطین                | ۱۰۰    | میانمار                           | ۶۵۰    | فلسطین                | ۴۸۴    | پاکستان               | ۹۰۰      |